# Noord-Afrikaanse koe-antilope
De Noord-Afrikaanse koe-antilope (Alcelaphus buselaphus buselaphus) is een uitgestorven antilope-achtige. Het was de meest noordelijk levende ondersoort van de hartebeesten (Afrikaans voor 'hertebeest', dus hertachtig dier), waarvan enkele andere ondersoorten nog niet zijn uitgestorven. De Noord-Afrikaanse koe-antilope was ongeveer honderddertig centimeter hoog bij de schoften, woog rond de honderdvijftig kilogram en had karakteristieke S-vormige hoorns. Mannetjes en vrouwtjes zagen er ongeveer hetzelfde uit, alleen waren de mannetjes wat groter.

## Geschiedenis
De Noord-Afrikaanse koe-antilope werd waarschijnlijk al door de oude Egyptenaren aangetroffen. Dit blijkt uit het feit dat de hoorns ervan werden aangetroffen in Egyptische graftomben. Waarschijnlijk gebruikte men het dier voor de slacht, niet alleen om op te eten, maar ook als offerdier. In het begin van de vorige eeuw was het al zeer bedreigd en alleen nog te vinden in de bergen in het zuiden van Algerije en het Atlasgebergte in Marokko. In de 19e eeuw waren er echter nog grote kuddes te vinden ten noorden van het Atlasgebergte. Deze kuddes verdwenen echter door de komst van de Franse bezetters, die jachtpartijen organiseerden waarbij de koe-antilopen in groten getale werden afgeschoten. Ook daarna waren er veel jagers die de barre omstandigheden trotseerden om de laatste exemplaren te doden. De jacht is dan ook de belangrijkste reden dat het dier is uitgestorven. De laatste keer dat een betrouwbare waarneming van een Noord-Afrikaanse koe-antilope werd gedaan was Algerije in 1902, al zijn er ook meer recent mensen geweest die beweerden het dier te hebben gezien. In 1925 schijnt er voor het laatst één in Marokko te zijn gezien, maar er zijn niet veel deskundigen die dit geloven. Niettemin wordt dit jaartal meestal als jaar van uitsterven aangehouden.
Over het algemeen wordt aangenomen dat het laatste exemplaar van de Noord-Afrikaanse koe-antilope een vrouwtje was, dat in 1923 stierf in de dierentuin van Parijs.

## Leefwijze en voortplanting
Noord-Afrikaanse koe-antilopen leefden in grote kuddes, tot wel driehonderd dieren groot, die weer onderverdeeld waren in kleinere groepen: een mannetje leidde een kudde van tien tot twintig vrouwtjes. Tachtig tot vijfennegentig procent van hun voedsel bestond uit gras. Als een roofdier de kudde naderde, sloegen één of meer antilopen alarm en kon de kudde wegrennen, waarbij ze snelheden konden bereiken van veertig tot vijftig kilometer per uur. Ze leefden zeer vreedzaam, behalve in de paartijd: dan vochten de mannetjes niet alleen met elkaar, maar waren ze ook zeer agressief tegen mensen.
De draagtijd van een Noord-Afrikaanse koe-antilope bedroeg tussen de zeven en acht maanden. De vrouwtjes bleven hun hele leven bij de moeder, de mannetjes gingen na twee tot drie jaar, als de hoorns volledig ontwikkeld waren, bij de moeder weg.